# Bembéla
Bembéla, également orthographié Bimbéla ou Bembla, est une localité située dans le département de Ouahigouya de la province du Yatenga dans la région Nord au Burkina Faso.

## Géographie
Bembéla se trouve à 8 km au sud-ouest du centre de Ouahigouya, le chef-lieu de la province.

## Santé et éducation
Bembéla accueille un centre de santé et de promotion sociale (CSPS) tandis que le centre hospitalier régional (CHR) se trouve à Ouahigouya.